# Frode Kirkebjerg
Frode Kirkebjerg   (Malt, 10 de maig de 1888 - Ordrup, 12 de gener de 1975) va ser un genet danès que va competir durant les dècades de 1910 i 1920. Era el pare del també genet olímpic Lars Kirkebjerg.
El 1912 va prendre part en els Jocs Olímpics d'Estocolm, on disputà, sense sort, dues proves del programa d'hípica. Dotze anys més tard, un cop finalitzada la Primera Guerra Mundial, va guanyar la medalla de plata en el concurs complet individual del programa d'hípica dels Jocs de París, amb el cavall Meteor.